# Großsteingrab im Papenbusch

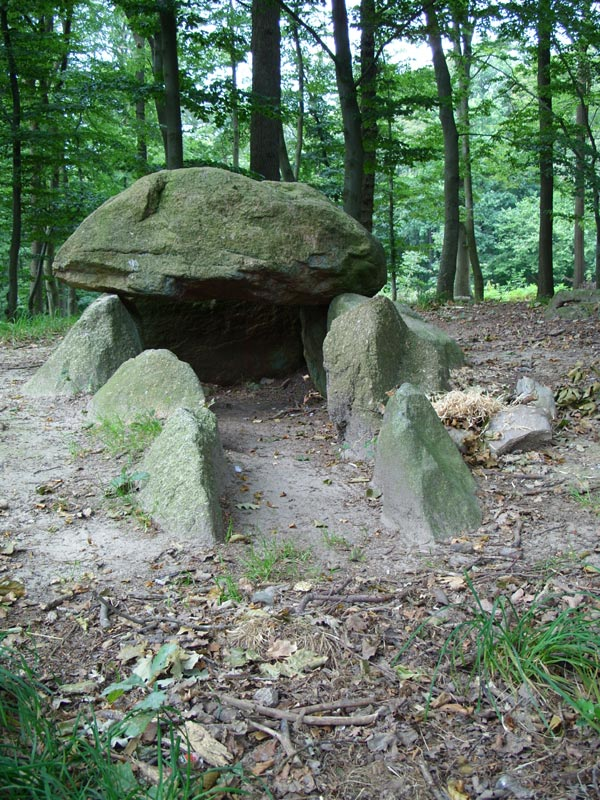
Großsteingrab im Papenbusch

Das Großsteingrab im Papenbusch ist ein neolithischer Rechteckdolmen mit der Sprockhoff-Nr. 151. Er entstand zwischen 3500 und 2800 v. Chr. als Megalithanlage der Trichterbecherkultur (TBK).

## Lage
Das Großsteingrab im Papenbusch liegt am östlichen Ortsrand von Albersdorf im Kreis Dithmarschen in Schleswig-Holstein nördlich des dortigen Albersdorfer Bahnhofs.
Der Dolmen selbst befand sich in einem 0,95 m hohen Rundhügel von 13,5 m Durchmesser ohne Reste einer Steineinfassung. Die Anlage mit einem 1,1 m langen und 0,55 m breiten Gang wurde von einem Laien untersucht. Karl Kersten nahm 1946 eine Nachuntersuchung und die Restaurierung vor.

## Kammer und Gang
In der Mitte des Hügels lag eine Kammer mit den Innenmaßen 2,4 × 1,2 m. Sechs etwa 1,8 m hohe Tragsteine, zwei auf der westlichen, drei auf der östlichen Langseite, sowie ein Block auf der nördlichen Schmalseite trugen zwei Decksteine, von denen einer fehlt. Der erhaltene Deckstein, mit zwei Schälchen, lag nicht in situ auf dem Tragsteinpaar der Zugangsseite. Am östlichen Hügelrand lagen zwei Findlinge mit flachen Unterseiten, die vielleicht die Decksteine von Kammer und Gang waren. Die beiden südlichen Tragsteine sind eingewinkelt, so dass eine etwa mittige Eingangslücke in der südlichen Schmalseite entsteht. Davor liegt ein kurzer Gang aus einem Tragsteinpaar. Die etwa 0,9 m hohen Gangsteine sind weniger eingetieft als die Tragsteine der Kammer. Der Bodenbelag aus gebranntem Feuerstein wurde bei der Laienausgrabung zerstört. Die Tragsteine der Kammer waren außen mit faust- bis kopfgroßen, teilweise absichtlich gespaltenen Steinen, ummantelt.

## Funde
In der Kammer fanden sich keine Funde in situ. In einer ungestörten Hügelschicht östlich des Ganges lagen zehn Scherben eines Trichterbechers, sechs Scherben einer Schale und einige Feuersteinabschläge. Es könnte sich um ausgeräumte Beigaben einer Primärbestattung handeln.